# Cyclosa deserticola
Cyclosa deserticola är en spindelart som beskrevs av Levy 1998. Cyclosa deserticola ingår i släktet Cyclosa och familjen hjulspindlar. Inga underarter finns listade i Catalogue of Life.